# バシリカ・アエミリア

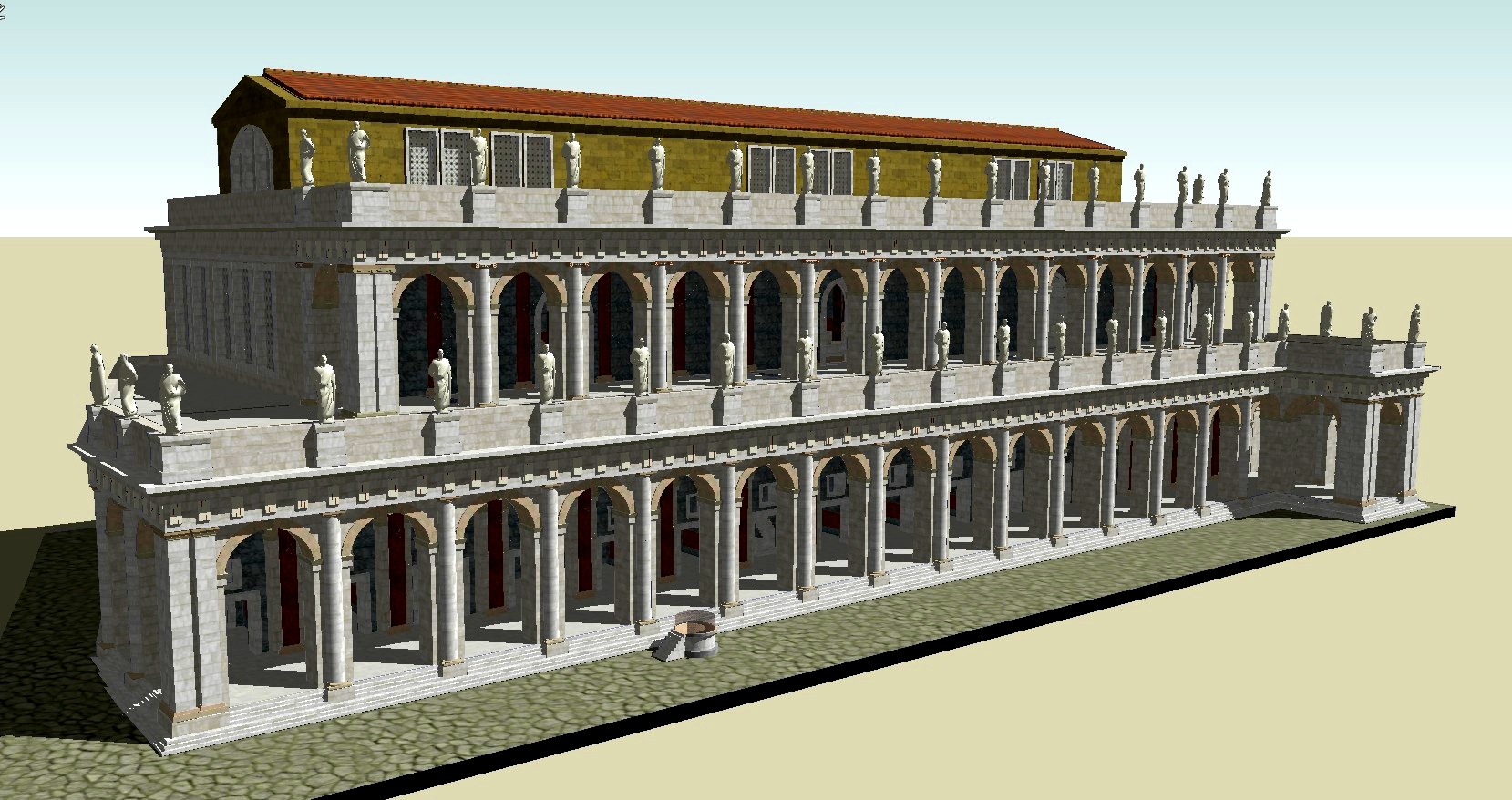
アウグストゥスが修復した後の想像図

バシリカ・アエミリア（ラテン語: Basilica Aemilia，イタリア語: Basilica Emilia）は古代ローマのフォルム・ロマヌムにあった公会堂（バジリカ）。現在遺跡として見られるものは紀元前34年に建てられたもので、建物の大きさは100m×30mであった。
日本語でエミリア会堂、エミリウスのバジリカなどと表記されることもある。

## 概要
初代のバジリカ
劇作家プラウトゥスによれば、紀元前210年及び前195年から前191年に、タベルナエ・アルジェンタリアエ（tabernae argentariae）と呼ばれていた商店が集まる地区の横に、最初のバジリカが建てられたという。考古学研究によれば、この時のバジリカはポルティコを備えた3廊式の建物だったと推定されている。
フルヴィア・アエミリアのバジリカ（Basilica Fulvia-Aemilia）
紀元前179年、監察官マルクス・フルヴィウス・ノヴィリオルが新たなバジリカの建設を始めた。建物が竣工したのは、彼の死後、後継者のマルクス・アエミリウス・レピドゥスの時代である。
バジリカ・パウリ（Basilica Paulli）
紀元前55年、ルキウス・アエミリウス・レピドゥス・パウルス(Lucius Aemilius Lepidus Paullus）によりバジリカの建て替えが開始され、紀元前34年に後継者の息子により竣工した。この建物は先代のバジリカと同じ位置に建てられ、建物の長さは少し短くされた。建物中央の列柱はアフリカ産大理石を用い、コリント式柱頭を持つ円柱と、共和政ローマの歴を描いたフリーズが取り付けられていた。2列目の列柱はチポリーノ大理石（Cipollino marble）で造られており、また外側の3列目の列柱はイオニア式柱頭を持つ円柱が使われていた。
紀元前14年、ローマ帝国初代皇帝アウグストゥスは火災で損傷したバジリカの修復を行った。同時に、ポルティコに入居していたタベルナエ（商店）の改築も行われると共に、最上階のアティックが増築された。
バジリカは22年に再度改修され、博物学者大プリニウスは『ローマでもっとも美しい建築物である』と記した。バジリカはポルティコ部分のタベルナエ（Tabernae Novae）が商業取引の場として使われると共に、100m×29.9mの広さがある中央部分のホールは集会などに使われた。
410年の西ゴート族アラリック1世によるローマ略奪でバジリカは破壊され炎に包まれた。この時の火災で溶けた硬貨の跡が、現在でも大理石の床に残っているのを見ることができる。その後修復されたが、847年の地震で倒壊した後は再び修復されることはなく、石材などは他の建築物の資材として流用された。